# Cewijja Greenfield
Cewijja Greenfield (hebr.: צביה גרינפילד, ang.: Tzvia Greenfield, ur. 1945 w Jerozolimie) – izraelska działaczka społeczna i polityk, w latach 2008–2009 poseł do Knesetu z listy Merec-Jachad.
Bezskutecznie kandydowała do parlamentu w wyborach w 2006. Ostatecznie w składzie Knesetu XVII kadencji znalazła się 4 listopada 2008 po rezygnacji Josiego Belina